# Sintorini
Sintorini es una tribu de coleópteros polífagos de la familia Anthribidae. Contiene los siguientes géneros:

## Géneros
- Anhelita Jordan, 1895
- Asemorhinus Sharp, 1891
- Callanthribus Jordan, 1904
- Dinosaphis Jordan, 1939
- Epargemus Blackburn, 1900
- Eupanteos Jordan, 1923
- Eusintor Jordan, 1904
- Rhinotropis Fairmaire, 1882
- Sintor Schoenherr, 1839
- Telala Jordan, 1895